# Svartasjön (Öljehults socken, Blekinge, 625491-145412)
Svartasjön är en sjö i Ronneby kommun i Blekinge och ingår i Bräkneåns huvudavrinningsområde.